# Pizzoccheri

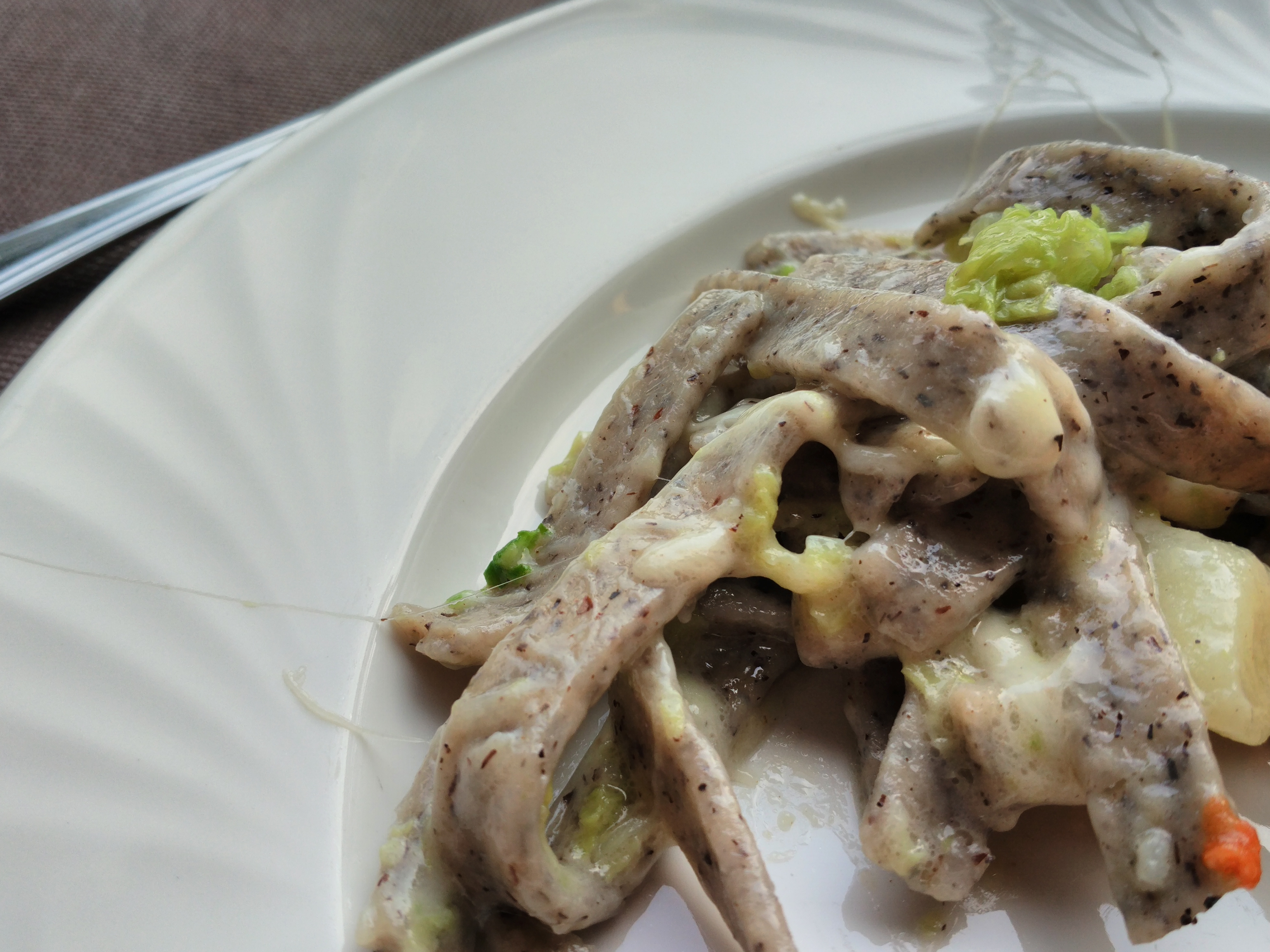
Tradycyjne podanie pizzoccheri

Pizzoccheri – rodzaj północnowłoskiego makaronu wykonywanego z mąki gryczanej, odmiana tagliatelle. Wywodzi się z Teglio w Lombardii.
Pizzoccheri ma formę płaskich wstążek ciemnej barwy. Udział mąki gryczanej kształtuje się na poziomie 80%, reszta to mąka pszenna. Odmianą jest Pizzoccheri bianchi (białej barwy), rodzaj gnocchi, wytwarzany z mąki pszennej i chleba. Pierwsze wzmianki pochodzą z XVI wieku. Danie spożywane było podówczas rękami, co daje przypuszczenia, że nazwa wywodzi się od włoskiego pizzicare (podszczypywać). Później makaron jedzono drewnianymi łyżkami ze wspólnej, rodzinnej miski. 
Oryginalnie serwowany jest najczęściej z ziemniakami, serem, kapustą i masłem, a więc stanowi danie ciężkostrawne. Jadany zwykle na obiad w zimnej porze roku.